# Berliet
Berliet je priimek več oseb:    
- Jean-François Berliet, francoski rimskokatoliški nadškof
- Marius Berliet, francoski avtomobilski konstruktor